# Груффало (книга)
«Гру́ффало» — английская детская книга писательницы Джулии Дональдсон с иллюстрациями Акселя Шеффлера. Вышла в 1999 году, впервые представив нового персонажа — мохнатого и клыкастого жителя леса по имени Груффало (на английском языке произносится как «Графало́у»). Текст книги представляет собой стихотворение с рифмующимися двустишиями. Книга рассчитана на детей 3—7 лет.
Книга приобрела огромную популярность в Великобритании и была переведена на несколько десятков языков. Её тиражи составили несколько миллионов экземпляров, книга стала одной из самых продаваемых в истории.
В 2009 году по книге был снят анимационный фильм. Существует также аудиоверсия и несколько театральных постановок по книге.

## История
По признанию самой Джулии Дональдсон, предварительное обдумывание книги про Груффало заняло около года, а собственно написание текста — две недели. За основу сюжета она взяла китайскую сказку о девочке и тигре: из-за того, что по следам девочки шёл тигр, она думала, что все звери боятся её, хотя на самом деле они боялись тигра.
Изначально писательница предполагала, что персонажем также будет тигр, однако она не смогла придумать рифму на слово tiger и в результате придумала нового персонажа «Груффало» (Gruffalo), рифмующегося по-английски с глаголом know ‘знать’ в двустишии
Silly old Fox, doesn’t he know

 There’s no such thing as a …
Детали внешности Груффало также отчасти были обусловлены тем, что определённые рифмы было проще подобрать по контексту.
Закончив текст, Дональдсон отослала его в издательство, однако на протяжении года не получила ответа. Тогда она обратилась к иллюстратору Акселю Шеффлеру, с которым до этого не была знакома. Через неделю она получила предложение издать книгу даже в случае, если Шеффлер откажется её иллюстрировать.

## Сюжет
Мышонок гуляет по лесу и встречает по очереди Лису, Сову и Змею. Каждый из них, видя Мышонка, хочет его съесть и приглашает к себе в гости. Однако Мышонок отказывается под тем предлогом, что как раз в это время у него назначена встреча с Груффало. Когда собеседники интересуются тем, кто такой Груффало, Мышонок описывает его как крупного страшного зверя с огромными зубами, клыками, когтями, ядовитой бородавкой на носу и спиной в лиловых шипах. Он также говорит, что Груффало обожает лакомиться лисами, совами и змеями, в результате чего собеседники Мышонка в ужасе убегают.
Смеясь над глупыми зверями, которые поверили в его выдумку, Мышонок неожиданно встречает в чаще самого Груффало, полностью соответствующего его описанию. Груффало сообщает Мышонку, что собирается сделать из него бутерброд и съесть, однако Мышонок предупреждает Груффало, что тот имеет дело с самым страшным зверем в лесу. Чтобы доказать это, Мышонок снова проходит по лесу, на этот раз с Груффало, и демонстрирует, как Змея, Сова и Лиса в ужасе прячутся от него. Затем Мышонок говорит, что не прочь полакомиться «груффало с орешками внутри».
Убедившись в том, что он имеет дело со страшным и опасным зверем, Груффало в страхе убегает, а Мышонок может спокойно сесть и поесть вкусный орешек.

## Награды и достижения
- 1999 — Nestlé Smarties Book Prize, золотая награда за лучшую книгу года для детей до пяти лет
- 2000 — Blue Peter Book award, награда за лучшую книгу для чтения детям вслух
- 2000 — Nottingham/Experian Children’s Book award

В 2000 году книга стала самой продаваемой в Великобритании.
В ноябре 2009 года книга победила в голосовании на звание «лучшего чтения перед сном» у слушателей BBC Radio 2.
По британским опросам 2010 года, книга занимала первое место в списке самых любимых детских книг.

## Русский перевод
В России книга вышла в 2005 году в переводе Марины Бородицкой, в серии «Машинки творения» издательства «Машины творения». Книга не сразу завоевала популярность: по словам генерального директора издательства Вадима Титова,
Это был, что называется, very slow start. Мне англичане говорили, что у них книга тоже не сразу стала бестселлером. Это при том, что Дональдсон называют «детским Шекспиром» и она пятая по продажам детская писательница после Филипа Пулмана. У нас «Груффало» завоёвывал признание лет пять... Про «Груффало» я, естественно, много чего выслушал — начиная с того, что мало текста, и заканчивая тем, что главный герой — страшный. Первые года два Груффало воспринимали как уродца. А кто покупает в основном детские книжки? Конечно, мамы. А мама книжку про незнакомого страшного зверя своему ребёнку, скорее всего, не купит. Мне говорили: мол, таких зверей не бывает, как я объясню ребёнку, что это за зверь — его же нет в природе. «А как же Мойдодыр?» — обычно вступал я. Ответа не было...

## Отзывы
В рецензии в своём блоге Ольга Златогорская отметила, что «несмотря на позитивный настрой книжки, после прочтения остаётся неприятный осадок» в связи с тем, что Мышонок находит решение своей проблемы, говоря неправду: «Между строк читается мораль: обманывать — хорошо. Если ты маленький и слабый — обмани, и будешь молодец».
Ситуация начинает напоминать реальный мир. Ведь когда ребёнок начинает играть во дворе без взрослых, мы учим его, что делать, если подойдет незнакомый дядя и предложит вкусную конфетку или пойти посмотреть на котят. В этом случае ребёнок должен схитрить: сказать, что сейчас выйдет мама или что папа «вон там» чинит машину. Но таким вещам мы учим ребёнка не в дошкольном возрасте, а уже тогда, когда основные моральные принципы сформированы.

## Экранизации

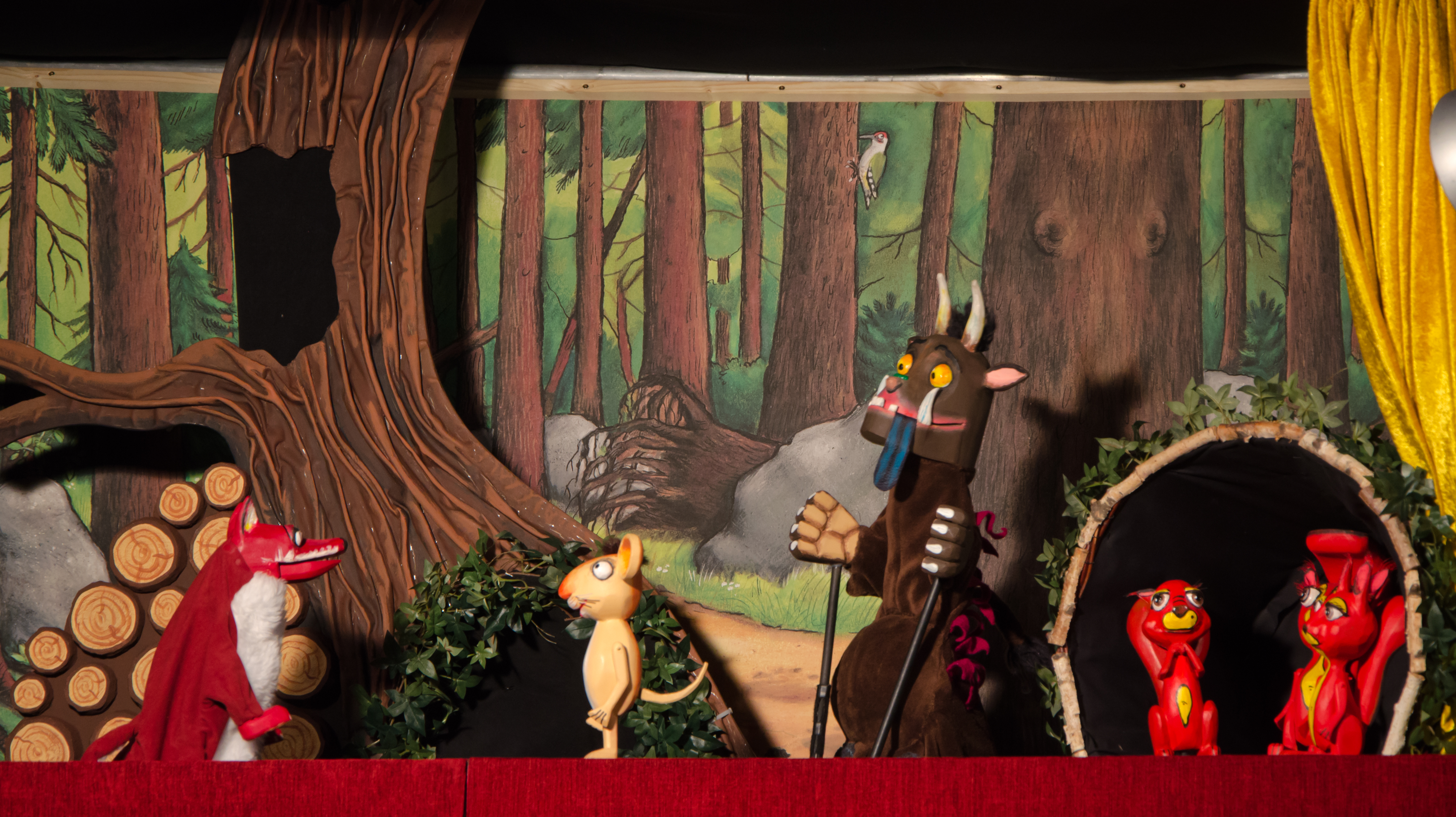
Кукольный спектакль по книге

В 2009 году по книге был снят получасовой анимационный фильм «Груффало», в котором персонажей озвучили известные актёры. В фильм по сравнению с книгой был введён дополнительный персонаж — Белка, которая рассказывает бельчатам историю о Мышонке и Груффало.
В интервью Льву Данилкину Джулия Дональдсон призналась, что к ней поступали и другие предложения об экранизации, которые она отвергла:
…к нам приходил один американский продюсер. Предлагал сделать фильм на 90 минут — но сказал, что ритм, рифмы и вообще историю они сохранить не смогут. Другие люди хотели снять 30 маленьких эпизодов — про Груффало и мышонка, как они подружились, как они учат вместе цвета… Но я сказала — нет, не хочу. Маленький телефильм — это да, пожалуйста. И всё.

## Аудиоверсия
В 2002 году была издана аудиокнига «Груффало», озвученная актрисой Имельдой Стонтон. Издание включало также «Песню Груффало». Аудиокнига удостоилась награды Spoken Book за 2002 год как лучшая аудиопостановка для детей.

## В массовой культуре
- Книгу «Груффало» читает один из персонажей 8-го эпизода («Голодная Земля») 5-го сезона британского телесериала «Доктор Кто».